# Моисей Райович
Моисей I Райович или Моисей I Раич е православен духовник, рашки митрополит през 1704-1712 години и печки патриарх през 1712-1725 години. Патриаршеското му предстоятелство е изключително тежко, защото по силата на Пожаревацкия мир от 1718 г., Печката патриаршия за първи и последен път губи Банат, Олтения, т.нар. Хабсбургска Сърбия и Северна Босна, които са възстановени в османско владение едва по силата на Белградския мир от 1739 г.

## Биография
Роден е около 1665 г. в Търговище (Стари Рас). Приема схима в Милешевския манастир. През 1704 г. е хиротинисан за митрополит на Рас и ръкоположен от печкия патриарх Калиник I, който е българин по народност.
След смъртта на патриарх Атанасий I Печки е избран през 1712 г. за нов печки патриарх. По това време Печката патриаршия е в изключително затруднително финансово положение, поради липса на паство, и се вижда принудена често да се обръща за финансова помощ към Карловацкия митрополит. На църковно-народния събор в Сремски Карловци през 1713 г. се решава Патриаршията в Печ да има постоянен представител в митрополията на Карловац, който да събира доброволните дарения от всички епархии на територията на Свещената Римска империя – в полза на Патриаршията в Печ. След като научава за това решение, патриарх Моисей изпраща в Карловци своя протосингел Гавриил, който да отговаря за събирането на дарения за Печката патриаршия. Тези дарения обаче не са достатъчни, за да покрият нужните финансови средства за издръжката на Печката патриаршия, поради което всички православни на територията на Хабсбургската империя помагат и по друг начин, като оставят в завещание суми, станали известни в историята като „печки кутии“, каквито кутии за дарения били поставени в градовете на Карловацката митрополия, откъдето се събирали дарения за обеднялата печка църква. Тези кутии съществуват до пристигането на патриарх Арсений IV, т.е. до 1737 г.
Патриарх Моисей събира дарения и за Хиландарския манастир, като се грижи доколкото е възможно и дори обновява някои храмове, като примерно католикона на манастира Студеница се сдобива с нов иконостас. През 1722 г. патриарх Моисей отива в Нови пазар да моли местните османски власти да не разрушават манастира Стълбовете на Свети Георги, за да се използва строителния материал за градски градежи. Освен това той полага много грижи и усърдно посещава паството си в Босна, Херцеговина, Далмация и Самоковската епархия с Рилския манастир. Особено важно е посещението му в Далмация, където положението на православните сърби е много тежко. С приветствието си от 18 април 1714 г. от манастира Драгович, адресирано до далматинския епископ Саватий и настойник на манастира, спахиите, сердарите, харамбашите и изобщо към християните, далматинските сърби черпят сили да защитават застрашената си православна вяра. По време на посещението си в енорията Гръбал на полуостров Лущица до Будва, през 1719 г., патриарх Моисей извършва три епископски хиротонии.
По времето на патриарх Моисей се води австро-турската война през 1716-1718 г., и след като Османската империя е победена при Петроварадин губи за първи път земи на Балкана: Банат, югоизточен Срем, цяла днешна Северна Сърбия със земите от Западна Морава през Дрина – до десния бряг на река Уна до влива ѝ в Сава в Босна. От Печката патриаршия към Карловацката митрополия отиват следните епархии: Белградско-Сремска, Валевска, Тимишоара и Вършац. Това е допълнителен и огромен удар върху патриаршията. По това време Белградската митрополия на Хабсбургска Сърбия се формира като автономна църковна организация, независима и от Карловацката митрополия, което води до конфликт между карловацкия митрополит Викентий Попович и белградския митрополит Моисей Петрович. Патриарх Моисей Раич помирява враждуващите митрополити, а с писмото си от 15 август 1721 г. определя след смъртта на митрополит Викентий двете митрополии да се слеят в една. Официалното сливане на двете митрополии не се осъществява, тъй като австрийските власти не разрешават сливането им под жезъла на митрополит Моисей Петрович, който управлява и двете митрополии от 1725 г.
Патриарх Моисей успява да осуети намерението на монах Тимотей от грузинския манастир Ивирон (който после е хиротинисан за костурски митрополит на Охридската архиепископия), който купува трона на Печ от османците през 1718 г. (даже хиротинисва своя приятел Хрисант за скопски митрополит, като последния получава и берат от скопския кадия), но с помощта на Константинополската патриаршия в лицето на патриарх Йеремия III Константинополски и синода това начинание е осуетено. 